# Jens-Peter Hanßen
Jens-Peter Hanßen, auch Jens Hanssen (* 31. März 1969) ist ein deutscher Orientalist und Historiker. Seit 2010 ist er Associate Professor für arabische Zivilisation und Geschichte des Nahen Ostens und des Mittelmeerraums an der University of Toronto. Seit 2023 ist er Direktor des Orient-Instituts Beirut.

## Leben

### Ausbildung
Hanßen studierte Arabistik und Islamwissenschaften an der Eberhard Karls Universität Tübingen, an der Universität Alexandria und an der Durham University in Nordengland, wo er 1993 den Bachelor in Arabistik und Islamwissenschaften erwarb. 1995 schloss er mit dem Master in Orientalistik am St Antony’s College der University of Oxford ab. 2001 promovierte er in Neuerer Geschichte bei Eugene L. Rogan und Robert Ilbert an der Universität Oxford mit dem Thema „The Effect of Ottoman Rule on Fin de Siècle Beirut. The Province of Beirut, 1888-1914“.

### Wissenschaftliche Karriere
Als Doktorand war er Gastwissenschaftler am Institut de Recherches et d’Etudes sur les Mondes Arabes et Musulmans (IREMAM) in Aix-en-Provence und an der Amerikanischen Universität Beirut sowie Forschungsstipendiat an den Orient-Instituten der Deutschen Morgenländischen Gesellschaft in Beirut und Istanbul. Er war Mitglied des akademischen Beratungsausschusses des libanesischen Ministeriums für Kultur und Hochschulbildung, im Rahmen der Ernennung Beiruts zur Kulturhauptstadt der arabischen Welt 1999. Mit Förderung des Sokrates-Programms war er 2000 erneut in Aix-en-Provence, diesmal an der Maison méditerranéenne des Sciences de l’homme (MMSH). Als Postdoktorand forschte er 2001–02 mit einem Stipendium der Fritz Thyssen Stiftung an der Friedrich-Alexander-Universität Erlangen-Nürnberg zur arabischen Renaissance (Nahda).
Seit 2002 lehrt und forscht Hanßen an der University of Toronto, zunächst als befristeter Assistant Professor in den Abteilungen für Geschichte sowie Zivilisationen des Nahen und Mittleren Ostens (NMC), ab 2005 mit einer Tenure-Track-Stelle. Seit 2010 ist er Associate Professor für arabische Zivilisation sowie Geschichte des Nahen Ostens und des Mittelmeerraums. Er arbeitet sowohl in den Abteilungen Geschichte und NMC am Hauptcampus St. George in Toronto als auch in der Abteilung für Historische Studien am Campus Mississauga. Von 2017 bis 2018 war er Gastprofessor am Seminar für Arabistik/Islamwissenschaft an der Georg-August-Universität Göttingen und von Januar bis Juni 2020 war er Gastwissenschaftler im Bereich Global Intellectual History an der Freien Universität Berlin.
Seit 2023 ist er Direktor des Orient-Instituts Beirut (OIB) der bundesunmittelbaren Max Weber Stiftung (MWS). Hierfür ist er an der Universität Toronto auf drei Jahre beurlaubt.
Seine Forschungsschwerpunkte liegen auf postnationalen Geschichten der Moderne, der spätosmanischen Herrschaft in den arabischen Provinzen, dem Antikolonialismus, den anti-autoritären Revolutionen in Nordafrika und dem Nahen Osten und aktuell zur Verschränkung deutsch-jüdischer und arabischer Geistes- und Theoriegeschichte in Palästina.

### Engagement
Hanßen ist Mitglied der Middle East Studies Association of North America (MESA) und war von 2022 bis 2023 deren Vorstandsmitglied.
Er ist außerdem Mitglied im internationalen Beirat der Khalidi-Bibliothek in der Jerusalemer Altstadt, die eine der größten Sammlungen palästinensischer Literatur und Geschichtsdokumente beherbergt.

## Kontroversen
Im Jahr 2018 führte die Universität Toronto eine Untersuchung durch, nachdem Hanßen einen Studenten, der bei ihm promovieren wollte, scharf abgewiesen hatte, weil dieser zuvor ein Hasbara-Stipendium der israelischen Regierung erhalten hatte. Hanßen warf dem Studenten vor, als Hasbara-Fellow „beauftragt“ zu sein, „Judentum und Zionismus zu vermischen“ und „den Eindruck zu erwecken“, dass Kritik an Israel Antisemitismus darstelle. Israelische Hasbara-Organisationen stellten laut Hanßen eine „ernste Bedrohung“ für die „akademische Freiheit und die intellektuelle Unabhängigkeit der Universität“ dar. „Aus ethischen und akademischen Gründen“ lehnte er deshalb „jede Interaktion“ mit dem Studenten ab. Im Ergebnis der Untersuchung erklärte Hanssen „seinen Ton und einen Teil seiner Wortwahl“ zu bedauern. Die Universität verneinte aber den Vorwurf, dass er den Studenten aufgrund dessen Religion, Nationalität oder politischen Überzeugung diskriminiert habe.
Hanßens Berufung zum Direktor des Orient-Instituts Beirut (OIB) wurde wegen eines von ihm 2014 mitunterzeichneten Aufrufs zum akademischen Boykott Israels und seiner Nähe zur antiisraelischen Kampagne Boycott, Divestment and Sanctions (BDS) in einigen Medien und in der Politik kontrovers diskutiert. Im Stiftungsrat der Max-Weber-Stiftung (MWS), die das Institut trägt, sind das deutsche Auswärtige Amt und das Bundesministerium für Bildung und Forschung (BMBF) vertreten. Auf Nachfrage des BMBF haben sich MWS-Präsidentin Ute Frevert und Jens Hanßen in einer gemeinsamen schriftlichen Erklärung von einem Israel-Boykott distanziert. Hanßen bekannte sich darin als Vertreter der Bundesrepublik Deutschland zur Wissenschaftsfreiheit und zur Zusammenarbeit mit jüdischen und israelischen Wissenschaftlern.

## Schriften (Auswahl)
Im Folgenden sind die Monografien aufgelistet. Darüber hinaus veröffentlichte Hanßen zahlreiche Artikel.
- The effect of Ottoman rule on Beirut, The Wilaya of Beirut, 1888-1900. Masterarbeit an der University of Oxford, Faculty of Oriental Studies. 1995, OCLC 863398293 (englisch).
- The effect of Ottoman rule on fin de siecle Beirut. The province of Beirut, 1888-1914. Dissertation. University of Oxford, 2001, OCLC 557443208 (englisch).
- Jens-Peter Hanßen (Hrsg.): The empire in the city. Arab provincial capitals in the late Ottoman empire. Konferenzschrift. Ergon-Verlag, Würzburg 2002, ISBN 978-3-935556-89-7 (englisch).
- Fin de Siècle Beirut. The making of an Ottoman provincial capital. überarbeitete Fassung der Dissertation. Oxford University Press, New York 2005, ISBN 0-19-928163-7, doi:10.1017/S0020743811000201 (englisch). Rezension
- Mit Max Weiss (Hrsg.): Arabic Thought against the Authoritarian Age. Towards an Intellectual History of the Present. Cambridge Univ. Press 2018. ISBN 978-1-107-19338-3
- Mit Amal Ghazal (Hrsg.): The Oxford handbook of contemporary Middle Eastern and North African history. Oxford 2021, ISBN 978-0-19-967253-0.